# Mała synagoga w Lubaczowie
Mała synagoga w Lubaczowie istniała już w 1871 r. Mieściła się na północ od miejskiego rynku. Przetrwała pożar miasta w 1899 r. Została spalona przez Niemców w nocy z 13 na 14 września 1939 r., po zajęciu przez nich miasta. Po wojnie nie została odbudowana.